# N346 (België)
De N346 is een gewestweg in de Belgische provincie West-Vlaanderen. De weg verbindt Oostende met Gistel. De weg heeft een totale lengte van ongeveer 8 kilometer.

## Traject
De N346 loopt vanaf de R31 naar het zuidoosten, om dan bij Zandvoorde naar het zuiden te draaien. Na het kruisen van het kanaal Plassendale-Nieuwpoort, en verderop de A18/E40, loopt de N346 het centrum van Gistel binnen om er aan te sluiten op de N367.